# Le Journal
Le Journal var en fransk dagstidning utgiven 1892-1944, grundad av Fernand Xau.
Le Journal vann tidigt stor spridning tack vare sina noveller och allmänna nyhetsmaterial. Bland sina medarbetare har tidningen räknat ett stort antal kända författare som Juliette Adam, Octave Mirbeau, Maurice Barrès, Paul Bourget, Gyp, Camille Mauclair, bröderna J.-H. Rosny, Pierre Mille med flera samt konstnärer som Jean-Louis Forain och Albert André Guillaume. Under 1930-talet lade tidningen särskilt an på stora reportage och sensationella enkäter.